# Androsace
- Commons
- Wikispecies

Androsace L. é um género botânico pertencente à família Primulaceae.

## Sinonímia
- Aretia L.
- Douglasia Lindl.
- Gregoria Duby

## Espécies
- Androsace alpina
- Androsace chamaejasme
- Androsace minor
- Androsace occidentalis
- Androsace tapete
- Androsace villosa
- Lista completa

## Classificação do gênero
| Sistema | Classificação                      | Referência               |
| ------- | ---------------------------------- | ------------------------ |
| Linné   | Classe Pentandria, ordem Monogynia | Species plantarum (1753) |